# Samul nori

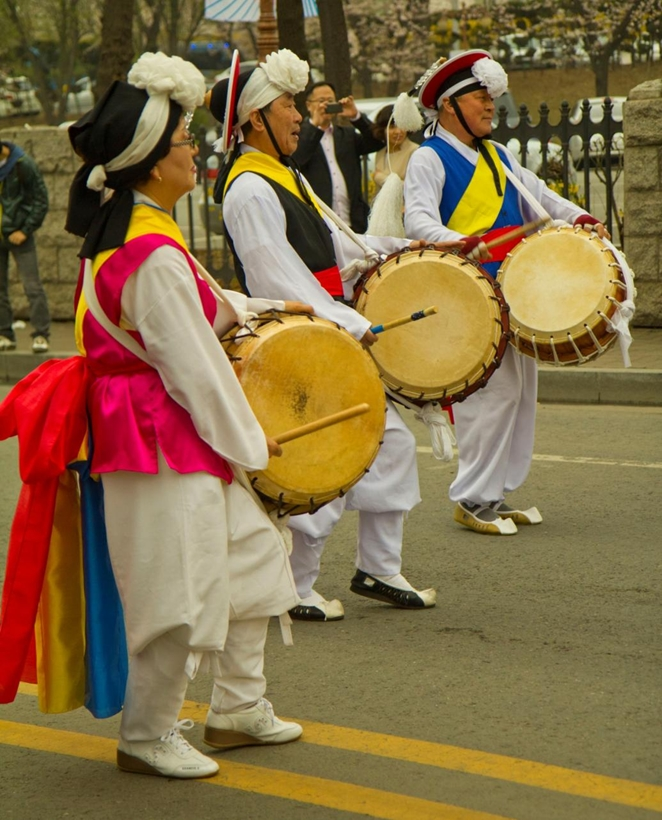
Artisti Samul nori durante un’esibizione per strada

Il Samul nori (사물놀이?) è una forma musicale di origine coreana che esprime armonia nelle differenze dei diversi suoni che la compongono. Il termine Samul nori contiene l’espressione Samul, quattro parti, quattro strumenti che compongono il genere, che inoltre costituiscono i quattro strumenti base della preghiera buddhista.

## Descrizione
Gli strumenti musicali usati trattengono tra loro diversità storiche e regionali di cui il suonatore deve essere a conoscenza per poter interpretare il Samul nori al meglio. Il rispetto per lo strumento è una proiezione della filosofia coreana, che predica la considerazione ed inclusione delle diversità altrui per raggiungere una consonanza generale.

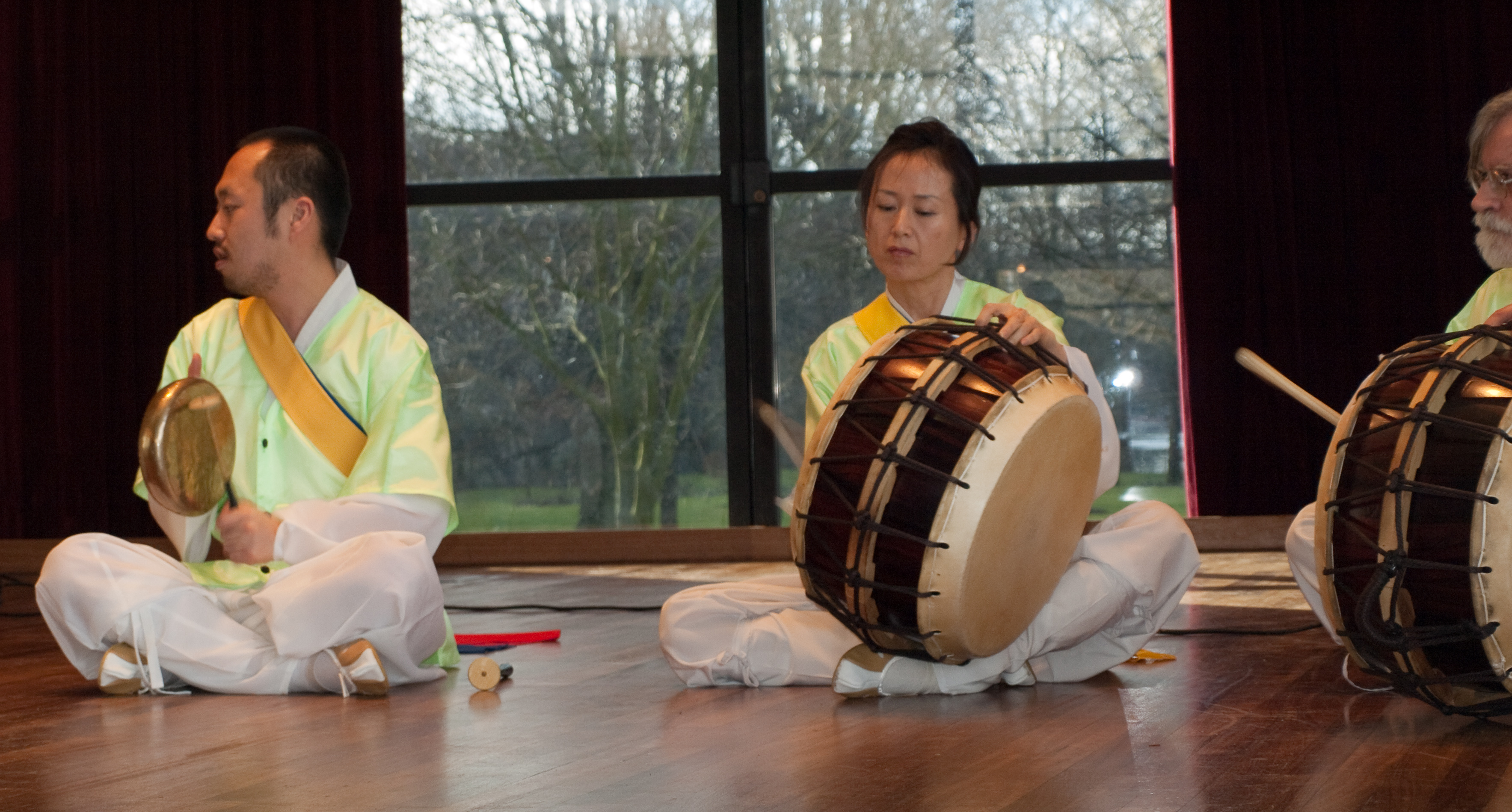
Strumenti Kkwaenggwari e Buk, suonati da due musicanti durante il Capodanno coreano.

L’odierno Samul nori corrisponde a un nuovo tipo di musica nongak, nata nel febbraio del 1978 dal teatro Gonggan Sarang. Il nongak è un tipo di musica a sfondo di riti ancestrali e teatro. Suonare musica nongak rappresentava un momento di pausa per i contadini, che al contempo pregavano per un buon raccolto. Il genere fu modificato per sostenere il ritmo di quattro strumenti Samul, spesso suonati in posizione seduta. Ciò che differenzia il nongak dal Samul nori è la melodia entusiasta assente nel nongak, un ritmo raggiunto mediante la percussione degli strumenti.

## Strumenti
- Kkwaenggwari,[2] simboleggia il suono del tuono[4]
- Janggu,[2] simboleggia il suono della pioggia[4]
- Buk,[2] simboleggia il suono della terra e delle nuvole[4]
- Jing,[2] simboleggia il suono del vento[4]